# Chiesa di San Liborio alla Carità
La chiesa di San Liborio alla Carità è una chiesa di Napoli situata in via San Liborio, nella zona della Pignasecca.

## Storia
Fu costruita nel 1694 come sede parrocchiale per permettere al monastero di Santa Maria della Carità di eseguire la propria vita spirituale.
Custodiva varie opere di modesta fattura, tra cui il santo titolare sull'altare maggiore opera di Paolo De Matteis. Importante opera scultorea era il sepolcro del vescovo della diocesi di Muro Lucano Angelo Acerno morto nel 1724.
Nel 1957 la chiesa fu chiusa e sconsacrata perché pericolante, mentre la cura parrocchiale tornò nella sede originaria, in Santa Maria della Carità. Da allora quest'ultima è individuata anche come parrocchia di San Liborio alla Carità.
In questa chiesa fu battezzato il grande musicista napoletano Domenico Scarlatti (Napoli, 1685 - Madrid, 1757) - nello stesso anno in cui, in Germania, nascevano Johann Sebastian Bach e Georg Friedrich Haendel - e il pittore Bernardo Cavallino (Napoli, 1616 - Napoli, 1656).